# AES Dana (muzyk)
AES Dana – pseudonim artystyczny Vincenta Villuisa, francuskiego muzyka, kompozytora i realizatora dźwięku, didżeja, jednego z członków założycieli zespołu Asura oraz współzałożyciela i współwłaściciela firmy fonograficznej Ultimae Records. Pseudonim artystyczny muzyka pochodzi od staroirlandzkiego określenia „áes dána“ („ludzie sztuki“).

## Życiorys i twórczość
Vincent Villuis był członkiem kilku grup spod znaku cold wave oraz industrial, w których występował jako basista i wokalista. Później zajął się komponowaniem muzyki używając do tego celu różnych urządzeń.
W 1996 roku razem z Charlesem Farewellem założył zespół Asura, wykonujący muzykę elektroniczną z pogranicza takich gatunków jak psychedelic trance, ambient i world music. W 1998 roku do zespołu dołączył Christopher Maze. 
W 1999 roku Asura nagrał swój debiutancki album. Ponieważ żadna z wytwórni, do których zespół się zwrócił, nie wyraziła chęci wydania tego albumu, Vincent Villuis postanowił założyć własną wytwórnię, wydać album i stworzyć stronę internetową. Do współpracy nad tym projektem zaprosił Sandrine Gryson (pseudonim artystyczny Mahiane). Wytwórnia została założona w Lyonie pod koniec 1999 roku, początkowo  jako Infinium Records, którą po 18 miesiącach zmieniła na Ultimae Records.
W 2001 roku Vincent Villuis opuścił zespół i rozpoczął działalność solową pod pseudonimem AES Dana. Specjalizując się w samplingu i doborze dźwięków do kompozycji tworzy cyfrowo przekształconą muzykę, będącą połączeniem takich gatunków jak: ambient, downtempo, IDM, electronica, industrial i drum and bass. 
W 2010 roku zrealizował ścieżki dźwiękowe do filmów The Passport (reż. Amund Lie) i Atrophy Bank (reż. Sam Asaert), w 2014 Breath of Life (reż. Susan Kucera), a w 2015 – Mandorla (reż. Roberto Miller). 
Jako AES Dana wyprodukował sześć solowych albumów oraz stworzył bibliotekę sampli. Brał udział w licznych kompilacjach współpracując (pod pseudonimem H.UV.A. NETWORK) ze szwedzkim artystą Magnusem Birgerssonem przy realizacji jego trzech albumów oraz z greckim artystą MIKTEKiem przy wydaniu EP-ki i Fragments Libraries. Oprócz tego sprawuje artystyczne kierownictwo nad cyklem kompilacji zatytułowanych Fahrenheit Project, realizowanych w wytwórni Ultimae Records.

## Dyskografia

### Albumy
- 2002 – Season 5 (wydany jako album CD, oraz jako pliki dźwiękowe: FLAC, 2008 jako CD, album)[9]
- 2003 – Aftermath (wydany w 2003 jako album CD, w 2013 jako album CD oraz jako pliki dźwiękowe: FLAC, RM, MP3 i w 2015 jako album CD oraz jako pliki dźwiękowe: FLAC, RM)[10]
- 2004 – Memory Shell (wydany jako album CD, album oraz jako pliki dźwiękowe FLAC)[11]
- 2009 – Leylines (wydany jako album CD oraz jako pliki dźwiękowe FLAC)[12]
- 2011 – Perimeters (wydany jako album CD oraz jako pliki dźwiękowe FLAC)[13]
- 2012 – Pollen (wydany jako album CD oraz jako pliki dźwiękowe FLAC)[14]
- 2016 - Far & Off (feat. Miktek)[15]
- 2019 - Inks[16]
- 2021 - (a) period.[17]
- 2022 - Interstice | Live Set[18]
- 2022 - Terrene (z Lauge’em)[19]
- 2024 - Far & Off (z MIKTEKiem)[20]

### EP-ki
- 2014 – Cut. (z MIKTEKiem) (wydany jako pliki dźwiękowe FLAC)[21]
- 2015 Alkaline (z MIKTEKiem)[22]
- 2016 The Unexpected Hours (z MIKTEKiem)[23]

### Single
- 2007 – „Manifold” (wydany jako pliki dźwiękowe: MP3, WAV)[24]